# La madre colpevole
L'altro Tartufo o La madre colpevole è un dramma del drammaturgo francese Pierre-Augustin Caron de Beaumarchais, composto all'incirca tra il 1789 ed il 1790.
Costituisce l'ultima parte di una trilogia formata da Il barbiere di Siviglia e Il matrimonio di Figaro, ed è stato messo in musica da Darius Milhaud con l'opera lirica La Mère coupable. A differenza delle due pièce che lo precedono che sono commedie, La madre colpevole è un dramma morale, ideale compimento delle vicende narrate nella trilogia, riguardanti la famiglia d'Almaviva.

## Sinossi
L'azione si svolge venti anni dopo la precedente commedia della trilogia (Il matrimonio di Figaro). La premessa della storia è che diversi anni addietro, mentre il Conte era via per un lungo viaggio d'affari, la Contessa e Cherubino hanno trascorso una notte insieme. Quando la contessa disse a Cherubino che ciò che avevano fatto era sbagliato e che non avrebbe mai più potuto vederlo, questi andò in guerra e si lasciò intenzionalmente ferire mortalmente sul campo. Mentre giaceva morente, scrisse un'ultima lettera alla contessa, dichiarando il suo amore e i suoi rimpianti e facendo menzione di tutte le cose che avevano fatto. La contessa non aveva il coraggio di buttare via la lettera, e la conservava in una scatola speciale fornita da un irlandese chiamato Bégearss, con un compartimento segreto in cui conservare la lettera incriminante, dove il Conte non l'avrebbe mai trovata. Poco dopo, con suo sgomento, la contessa si scoprì incinta del figlio di Cherubino.
Il Conte è stato sospettoso in tutti questi anni di non essere il padre di Leone, il figlio della contessa, e quindi ha rapidamente cercato di spendere la sua fortuna per assicurarsi che il ragazzo non ereditasse nulla, fino a spingersi al punto di rinunciare al titolo nobiliare e spostare la famiglia a Parigi. Pur nutrendo alcuni dubbi, non ha mai rinnegato ufficialmente il ragazzo né ha mai sollevato i suoi sospetti con la contessa.
Nel frattempo, il Conte ha un figlio illegittimo, una figlia di nome Florestina. Bégearss vuole sposarla, e per assicurarsi che sia l'unica erede del Conte, inizia a sollevare dubbi sul segreto della Contessa. Figaro e Suzanne, che sono ancora sposati, devono ancora una volta venire in soccorso del Conte e della Contessa; e dei loro figli illegittimi Leone e Florestina, segretamente innamorati l'uno dell'altro.

## La trama

### Atto I
Figaro e sua moglie Susanna sono sempre al servizio del conte Almaviva e di sua moglie Rosina, ma nel frattempo la famiglia si è trasferita in Francia. Il conte vuole alienare i suoi beni. La rappresentazione ha inizio il giorno di San Leone, onomastico del figlio naturale della contessa Rosina col suo ex-paggio Cherubino. Dal momento che il figlio maggiore di Almaviva è morto in un duello, il conte rifiuta Leone, che considera il frutto imperdonabile dell'adulterio della moglie.
Il signor Bégearss, avventuriero irlandese, si intrufola nella famiglia forte dei segreti appresi come segretario del conte. Figaro e Susanna sospettano che voglia tradire tutti per suo tornaconto. Egli infatti vuole sposare Florestina, la pupilla del conte ed esiliare Leone (suo rivale in amore) fino a Malta e farlo accompagnare da Figaro. Egli mostra al conte una lettera che Cherubino scrisse alla contessa all’epoca dell’adulterio.

### Atto II
Il conte legge la lettera e invece che essere furibondo, si sente pietoso nei confronti di Rosina, che mostra il suo rimorso, e di Cherubino, che è andato a morire di spada per la disperazione. Accetta comunque di dare in sposa Florestina a Bégearss, che racconta a tutti i membri della famiglia, ma in segreto, che Florestina è la figlia naturale del conte e, pertanto, non può in nessun caso sposare Leone, considerato figlio del conte e pertanto fratellastro (quasi nessuno sa che non sia figlio del conte). Florestina al conoscere la notizia scoppia a piangere, mentre Leone si dispera.

### Atto III
Bégearss mette a conoscenza del segreto anche la contessa, che dà il benestare al matrimonio tra Florestina e Bégearss, che considera come il salvatore dell'onore della famiglia. Poi gli ordina di bruciare tutte le lettere di Cherubino, cosa che fa, mentre Rosina piange. Il conte intanto ripassa il suo progetto per inviare Leone a Malta. Il matrimonio è fissato per la sera stessa.

### Atto IV
La contessa promette a Leone di prendere le sue difese col conte. Ci vuole un ardente patrocinio per Leone, ma il conte è irremovibile e le rimprovera sempre l’adulterio. La contessa sviene, il conte si spaventa e corre in suo soccorso. Insieme a Susanna e Figaro, la trama si dipana: è Bégearss che ha tradito tutta la famiglia, e ora devono impedirgli di sposare Florestina e acquisire la fortuna del conte in dote alla sposa.

### Atto V
La contessa avvisa Florestina che non dovrà più sposare Bégearss. La contessa l’adotta come figlia e il conte finalmente accetta Leone come figlio. Bégearss torna dal notaio, dove ha già ritirato parte della dote promessa dal conte. Il conte architetta una farsa che gli fa credere che Figaro sia stato effettivamente cacciato. Bégearss si tradisce, il gioco è scoperto. Alla fine, Figaro dichiara nel corso della riunione che Florestina e Leone non hanno gli stessi genitori biologici (Florestina è la figlia biologica del conte, ma non della contessa, mentre Leone è il figlio biologico della contessa e di Cherubino, non del conte), e quindi possono sposarsi legalmente, chiudendo la trama su una nota felice.